# Литургия
Литургията (от старогръцкото λειτουργία) е християнско богослужение, при което се освещават светите дарове.
Християнската литургия е заимствана от ритуалите в еврейската религия, но има и абсолютно нови черти, тъй като възпроизвежда моменти от живота и жертвата на Господ Иисус Христос. Литургията в православното християнство е различна както от тази в католическия свят, така и от протестантската.
Първото значение на „литургия“ е вид данък в древногръцките градове, с който са облагани гражданите, чужденците и освободените роби, притежаващи имущество, оценено на 3 и повече таланта. Събраните данъци са използвани за покриване на разходите за провеждане на театрални и музикални състезания, гимнастически съревнования и за пратениците на религиозни празненства. Такъв извънреден данък е насочен и за съоръжаването на военни кораби-триери.
В древната църква е имало много литургийни чинове. Днес в Православната църква се употребяват само три: Златоустова на св. Йоан Златоуст (най-често), Василиева на св. Василий Великий (10 пъти в годината) и литургия на Предосветените дарове, съставена от св. Григорий Двоеслов.
Православната литургия се състои от 3 части: Проскомидия, Литургия на оглашените и Литургия на верните.
Проскомидията е тази част, при която свещеникът и дяконът се обличат и свещеникът приготвя светите дарове – хлябът и виното – за Литургията на верните. Проскомидията се извършва зад прикритието на иконостаса в олтара на храма и е съпроводена с молитви и цитати от Светото писание както от свещеника, така и от дякона, който се превъплъщава в ролята на ангел, слязъл от небето в помощ на свещеника. Със специален нож, символизиращ копието, с което е прободен Спасителят на кръста, свещеникът изважда печатът в средата на една от просфорите, приготвени за Литургията, и го поставя в чашата с виното, която е поставена на специален дискос. След това от просфорите се изважда парченца хляб за Богородица, за св. Йоан Кръстител, за пророците, за апостолите, за светителите, за мъчениците и за преподобните, за чудотворците и безсребърниците, за Йоаким и Анна и заедно с това за светията за деня и последната за автора на Литургията, която се изпълнява в съответния ден – св. Йоан Златоуст или св. Василий Велики. Всички частици от просфорите се нареждат на дискоса в три реда по три. От друга просфора (малък ритуален хляб, символизиращ безкръвната жертва) се изваждат частици за всички живи – за клира, за владетеля и за православните християни, включително и частици за здраве за пожелалите свещеникът да ги спомене поименно. От последната просфора се изваждат частици за помен на всички умрели, като се започне от патриарсите, владетелите и създателите на храма. Всичко това символично изобразява събирането на цялата Христова църква, начело със самия Христос.
Втората част – Литургията на оглашените – съответства на първоначалния живот на Христос. Тя започва с Велика ектения – дълга молитва под формата на диалог между дякона и народа, като в съвременната църква ролята на народа се изпълнява от хора; Псалом 102; Малка ектения; Псалом 145; Пеене на тропара Единородний Сине; Пеене на Блаженствата(Вж. Мт. 5:3 – 11); Малък вход; Пеене на Приидите, поклонимся, Трисветата песен; Апостол; Евангелие; Сугуба ектения (т. нар. Двойна, умножена. След всяко прошение се пее тройно „Господи помилуй“); Молитва за оглашените и отпуст за тях. В днешно време поради различния начин на живот на съвременния човек, както и поради промяна в неговото мислене, Литургията на оглашените е доста съкратена.
Трета част – Литургия на верните – най-сакралната част от Литургията. В миналото, когато Църквата е била по-ревностна към своите последователи, на нея не са имали право да присъстват некръстени. Също така от нея са били лишавани за определен период християни, наказани от свещеника по време на изповед да изкупят някакъв грях. Литургията на верните съдържа: Молитва на верните; Херувимската песен; Молитва на приношението; Велик вход; Просителна ектения на приношението; Да възлюбим друг друга; Целувката на мира; Символът на вярата; Анафора или евхаристиен канон, който се състои от: Призив за внимание: Станем со страхом; Велика евхаристийна молитва; Освещаване на светите дарове, което се извършва с призоваване на Светия Дух; Велика молитва, която включва и тайна молитва на свещеника, Отче наш; Благословение, молитва на преклонението, Раздробяване и споменаване, Подготвителна молитва, Причастяване най-напред на свещеника и дякона; Благославяне на верните с чашата; Причастяване на верните; Заключителна молитва; Връщане на светите дарове върху жертвеника; Раздаване на анафора или антидор (осветен хляб, който замества причастяването, при християните, които не са се подготвили за него телом и духом).
Литургията на верните представлява страданията, смъртта и възкресението на Христос. Причастяването или извършването на Евхаристията, която е в самия край, е едно от седемте църковни тайнства. При него неведомо за хората хлябът и виното се превръщат в Тяло и Кръв Христови и човекът, приемайки ги, се единява с Христовото Тяло, т.е. приема в себе си част от Божествената същност. Теософите смятат, че чрез тайнството евхаристия човекът се обожава. (За първия обожен човек се смята св. Дева Мария, която е приела обожението чрез Светия Дух, а православните християни могат да се обожат чрез приемане на тайнството Евхаристия. Самата дума Причастяване обяснява смисъла на Евхаристията – приобщаване, приемане на част от божието тяло, което съответства на носенето на Божията искра в човека. Затова този толкова тържествен акт изисква специална подготовка на душата и тялото, която се изразява преди всичко в ревизиране на отношенията с другите и на мислите за тях, покаяние и след това в телесен пост, чрез който човекът се лишава доброволно от животинска храна и се храни умерено. Православната Църква приема, че децата до седем години нямат грехове и поради тази причина те се причастяват, без да са постили. Бременните и болните са освободени от телесен пост. За да се извърши Литургия е желателно освен свещеника да присъства поне още един човек в църквата, който символизира целия християнски свят, т.е. цялата вселенска Църква.
В по-широк смисъл „литургия“ може да се употреби и за богослужения в други религии, извършвани при предварително фиксиран ритуал и събиране на общността.